# 圣让迪潘
圣让迪潘（法語：Saint-Jean-du-Pin，法語發音：[sɛ̃ ʒɑ̃ dy pɛ̃]）是法国加尔省的一个市镇，位于该省北部偏西，属于阿莱斯区。

## 地理
圣让迪潘（44°7'0"N, 4°3'2"E）面积13.96 平方千米，位于法国奧克西塔尼大區加尔省，该省份为法国南部沿海省份，南端濒地中海，北起顺时针与阿尔代什省、沃克吕兹省、罗讷河口省、埃罗省、阿韦龙省和洛泽尔省接壤。
与圣让迪潘接壤的市镇（或旧市镇、城区）包括：阿莱斯、巴加尔、桑德拉斯、热内拉尔格、圣克里斯托尔-莱萨莱斯、圣保罗拉科斯特、圣塞巴斯蒂安-代格勒弗耶。

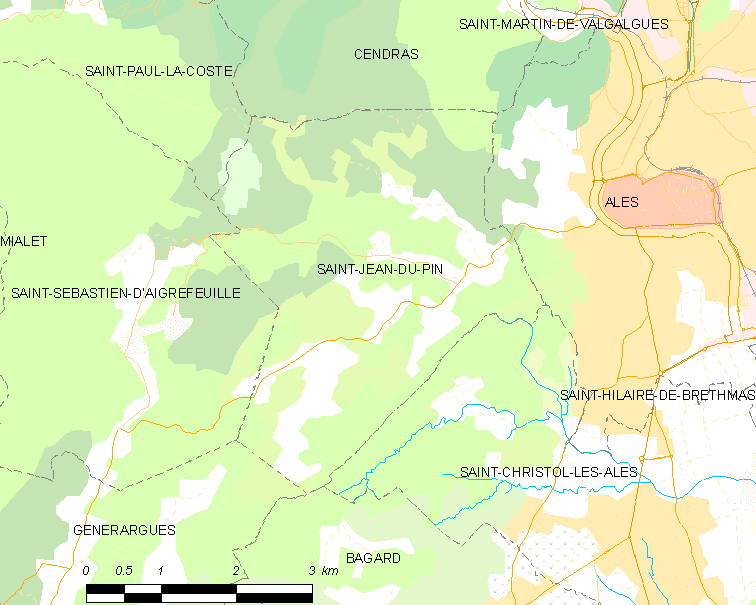
圣让迪潘的OSM定位图

圣让迪潘的时区为UTC+01:00、UTC+02:00（夏令时）。

## 行政
圣让迪潘的邮政编码为30140，INSEE市镇编码为30270。

## 政治
圣让迪潘所属的省级选区为阿莱斯第一县。

## 人口

1962-2008年间圣让迪潘人口变化图示

圣让迪潘于2022年1月1日时的人口数量为1531人。